# Кад је Хари срео Сали
Кад је Хари срео Сали је романтична комедија са Билијем Кристалом и Мег Рајан у главним улогама. Сценарио номинован за Оскара 1990. године. Мег Рајан и Били Кристал су добили награде као најбољи филмски комичари у 1990. години. Најпознатија, сада већ култна сцена у филму је када Сали (Мег Рајан) одглуми оргазам усред пуног ресторана и потом наставља смирено да једе десерт.

## Радња
Хари (Били Кристал) је упознао Сали (Мег Рајан) када су се заједнички возили из
Чикага у Њујорк после матуре 1977. године. При овом њиховом првом сусрету Хари је изнео свој став, који ће касније постати и мото овог филма: да право пријатељство не може да постоји између мушкарца и жене зато што је тема секса увек испречена између њих. Сали се није сложила са тим ставом и одмах се родила страшна антипатија према Харију који се између осталог пре поласка у Њујорк забављао са њеном најбољом другарицом. Обоје су планирали да у Њујорку изграде каријере, она као новинар а он као менаџер. Њихове професионалне амбиције су се заиста и оствариле за време док се нису видели. Поново су се срели након три године на аеродрому када је Сали пратио њен нови дечко. Обоје су путовали у истом авиону и након кратког разговора, који је био исто онако „непријатељски“ као и онај при првом сусрету Сали је сазнала да се Хери жени, са адвокаткињом Хелен Хилсон, која ће задржати своје презиме и то је веома зачудило јер је Хари од њиховог прошлог сусрета ипак помало променио своје ставове.
Поново су се срели после неколико година у време када је Сали оставио њен дечко. Срела га је у књижари док су она и њена пријатељица Мари (Кери Фишер) разгледале књиге. Тада су први пут разговарали пријатељски и Хари јој је испричао да се развео, да га је жена напустила. После тог сусрета почели су редовно да се виђају и њихов однос је прерастао у једно заиста искрено пријатељство али су се све време борили да остану само другари и да њихов однос не прерасте у романсу.
За време тог њиховог дружења њихови најбољи пријатељи Мари и Џес (Харијев најбољи пријатељ) су се венчали захваљујући чињеници да су увидели да ниједно од њих двоје није згодно ни Хари ни Сали. Првобитна идеја Хари и Сали је била да свог пријатеља упозна са Сали а Сали своју другарицу са Мари. Али десило се сасвим супротно.
Њихово романтично дружење једног дана је покварио изненадни секс, после кога је Хари одмах ујутру одјурио из Салиног стана са изговором да има посла. Следи период њиховог разилажења. А онда је Хари једног дана схватио да је са једном особом могуће остати целу ноћ и читав живот.
Њихова романса није од оних које су страствене, мада је страст постојала у почетку само од стране Харија, него је она која нас учи да права и вечита љубав постаје могућа када двоје људи „одрасту“ заједно, сазревају заједно, све док коначно не виде јасно шта заиста желе од свог партнера.